# Camilo Nogueira Román
Camilo Nogueira Román (ur. 22 listopada 1936 w Vigo) – hiszpański inżynier, ekonomista i samorządowiec, działacz na rzecz autonomii Galicji, poseł BNG do Parlamentu Europejskiego (1999–2004).

## Życiorys
W 1964 ukończył studia z dziedziny inżynierii przemysłowej w Madrycie. W 1975 uzyskał magisterium z ekonomii na Uniwersytecie w Santiago de Compostela. Od 1964 do 1972 pracował jako inżynier dla Citroëna w Vigo, później był dyrektorem ds. projektów i rozwoju w SODIGA (Towarzystwo na rzecz Rozwoju Przemysłowego Galicji, do 1987).
Od końca lat 60. zaangażowany w politykę na rzecz zwiększenia autonomii Galicji w ramach państwa hiszpańskiego. Od 1970 do 1977 zasiadał we władzach Union do Povo Galego. W latach 1977–1996 był członkiem egzekutywy regionalnej partii socjalistycznej PSG-EG. Przewodniczył Unidade Galega, która zjednoczyła się z Galisyjskim Blokiem Nacjonalistycznym. Od 1996 do 1999 zasiadał w zarządzie BNG. Był wybierany parlamentarzystą regionalnym w latach 1981, 1985, 1989 i 1997.
W 1999 dostał się do Parlamentu Europejskiego jako jedyny przedstawiciel BNG. Przystąpił do frakcji Zielonych i Wolnego Sojuszu Europejskiego. Zasiadał w Komisjach ds. Polityki Regionalnej, Transportu i Turystyki oraz delegacjach ds. stosunków z państwami Ameryki Południowej i MERCOSUR oraz USA. Po katastrofie u wybrzeży Galicji w 2003 był członkiem Tymczasowej Komisji ds. Zwiększenia Bezpieczeństwa na Morzu. W parlamencie przemawiał w języku galicyjskim.
Był także radnym Vigo. Pełnił funkcję członka rady wykonawczej partii odpowiedzialnego za stosunki międzynarodowe. W 2005 został członkiem honorowym stowarzyszenia Associaçom Galega da Língua (AGAL), uznającego język galisyjski za dialekt języka portugalskiego.
W 2009 uzyskał nagrodę Premio da Crítica Galicia w dziedzinie eseistyki za pracę Europa, o continente pensado.

## Wydane publikacje
- Población y desarrollo económico de Galicia, Santiago 1977.
- A memoria da nación. O reino de Gallaecia, Vigo 2001.
- A Terra cantada, Vigo 2006.
- Galiza na Unión, Vigo 2008.
- Europa, o continente pensado, Vigo 2008.